# Conrad Wießner

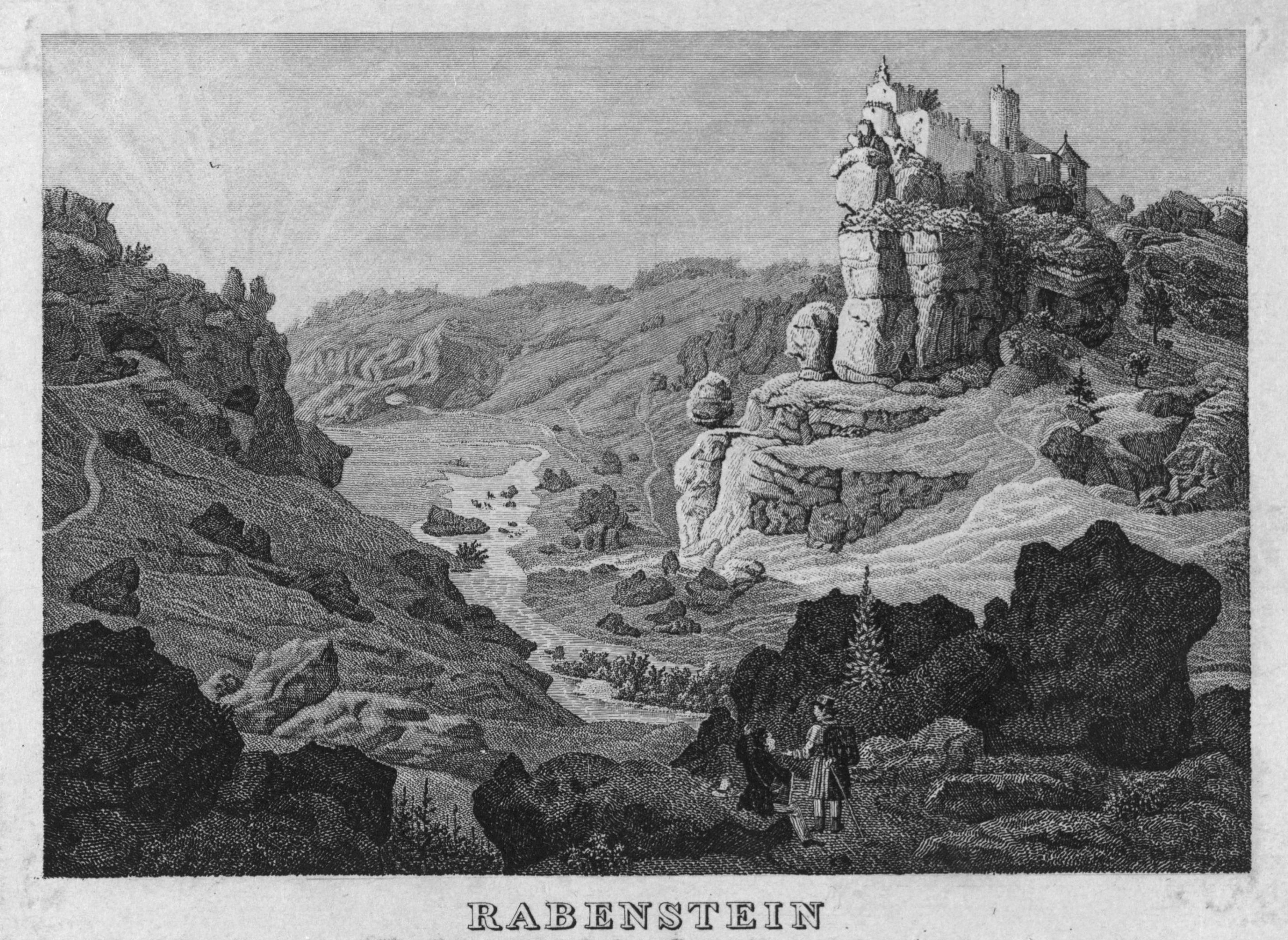
Ansicht der Burg Rabenstein (1834)

Conrad Wießner (auch Conrad Wiessner, Konrad Wieszner, * 1. Juni 1796 in Nürnberg; † 4. August 1865 in Wallhalben, Pfalz (Bayern)) war ein deutscher Maler, Zeichner, Radierer, Stahlstecher und Steinzeichner.
Geboren als Sohn des Bäckers und Gastwirten Johann Burkhard Wießner, heiratete er 1824 Anna Katharina Höß. Das Ehepaar hatte zwei Söhne und drei Töchter.
Wießner studierte in Nürnberg an der Kunstschule und privat bei Ambrosius Gabler, danach an der Königlichen Akademie der Künste in München. Er unternahm Studienreisen nach Wien, Steiermark, Tirol und in die Schweiz. 1818 war er Mitbegründer des Albrecht-Dürer-Vereins in Nürnberg, 1822 wurde er Mitglied des Vereins von Künstlern und Kunstfreunden in Nürnberg, beide Vereine schlossen sich 1830 zusammen.
1826 ging er an die Porzellanmanufaktur Regensburg zur Gründung einer Abteilung für Porzellanmalerei, 1827 kehrte er nach Nürnberg zurück, wo er eine Werkstatt für Glasmalerei einrichtete. Seit 1828 war er als Zeichenlehrer an Nürnberger Schulen tätig. 1833 wurde er zum Lehrer an der Königlichen Kreis-Landwirtschafts- und Gewerbeschule berufen. 1843 ging er nach Oberstein im Fürstentum Birkenfeld, wo er Mitbegründer einer Gewerbeschule wurde. Danach unterrichtete er in der Höheren Lehranstalt in Birkenfeld. 1862 trat er in den Ruhestand, den er in Wallhalben bei Zweibrücken verbrachte.
Conrad Wießner beschäftigte sich hauptsächlich mit der Landschaftsmalerei. Seine Bilder dienten als Vorlagen für Lithografien und Stahlstiche, die er mit seinem Sohn Friedrich Wilhelm Paul Wießner ausführte und in eigenem Verlag herausgab.

## Veröffentlichungen
- Album des Nahethales. Voigtländer, Kreuznach [1862] (Digitalisat).